# Stephanotis longiflora
Stephanotis longiflora là một loài thực vật có hoa trong họ La bố ma. Loài này được (A. Rich.) M. Gomez miêu tả khoa học đầu tiên năm 1895.